# Colibrí amazília de capell violaci
El colibrí amazília de capell violaci (Amazilia violiceps) és una espècie d'ocell de la família dels troquílids (Trochilidae) que habita garrigues i vegetació oberta, principalment a Mèxic, des del nord de Sonora, sud d'Arizona, sud-oest de Nou Mèxic i oest de l'estat de Chihuahua cap al sud fins a l'estat d'Hidalgo, l'estat de Puebla, Oaxaca i Chiapas.